# دارين ويلسون
دارين ويلسون (بالإنجليزية: Darren Wilson)‏ هو طبال أمريكي، ولد في 10 أبريل 1986.